# Elisa Radziwill
Elisabeth eller Elisa Radziwill (Elisa Friederike Luise Martha; på litauiska Elžbieta Radvilaitė), född 28 oktober 1803 i Berlin, död 27 augusti 1834 i Bad Freienwalde, var en polsk-litauisk adelsdam. Hon blev omtalad som Vilhelm I av Tysklands stora kärlek; Vilhelm ville gifta sig med henne, men förhindrades av rangskäl.

## Biografi
Elisa Radziwill var dotter till prinsessan Louise av Preussen och den polsk-litauiske prinsen Antoni Radziwiłł. Hon växte upp vid hovet i Berlin, och kände sin släkting prins Vilhelm sedan barndomen. Elisa Radziwill beskrivs som bildad, musikaliskt begåvad och vacker och gjorde succé då hon uppträdde vid en amatörpjäs för hovet 1815, där hon kallades "Ängeln" och "Vita Rosen", och vid en bal samma år där Elisa och Vilhelm dansade med varandra ska paret ha blivit förälskade i varandra. 
Förhandlingarna om ett äktenskap mellan Elisa och Vilhelm 1820-1826 uppmärksammades i hela Europa. På grund av sin brors, Fredrik Vilhelm IV av Preussen barnlöshet var Vilhelm i realiteten tronföljare, vilket innebar att han inte kunde gifta sig morganatiskt utan måste ingå ett äktenskap som uppfattades som statusmässigt jämbördigt, så att barnen kunde vara arvsberättigade. Släkten Radziwiłł hade adlats av den tysk-romerske kejsaren 1515, men de hade aldrig haft en plats i den tysk-romerska riksdagen och tillhörde därför inte en adel som kunde uppfattas som jämbördig med kungligheter.
Kungen hade inget emot äktenskapet och försökte därför lösa saken genom att år 1824 be först den ryske tsaren och sedan prins August av Preussen adoptera Elisa, men den förstnämnde tackade nej, och det sistnämnda alternativet övergavs då kommissionen påpekade att en adoption inte "förändrade blodet". 1826 övergavs därför slutligen giftermålsplanerna. Paret träffades sista gången 1829, därefter levde familjen Radziwill för det mesta i Polen. Elisa förblev ogift; en förlovning med furst Friedrich von Schwarzenberg fullföljdes aldrig. Vilhelm ska ha fortsatt att vara förälskad i Elisa i hela sitt liv.